# Ernst Thommen

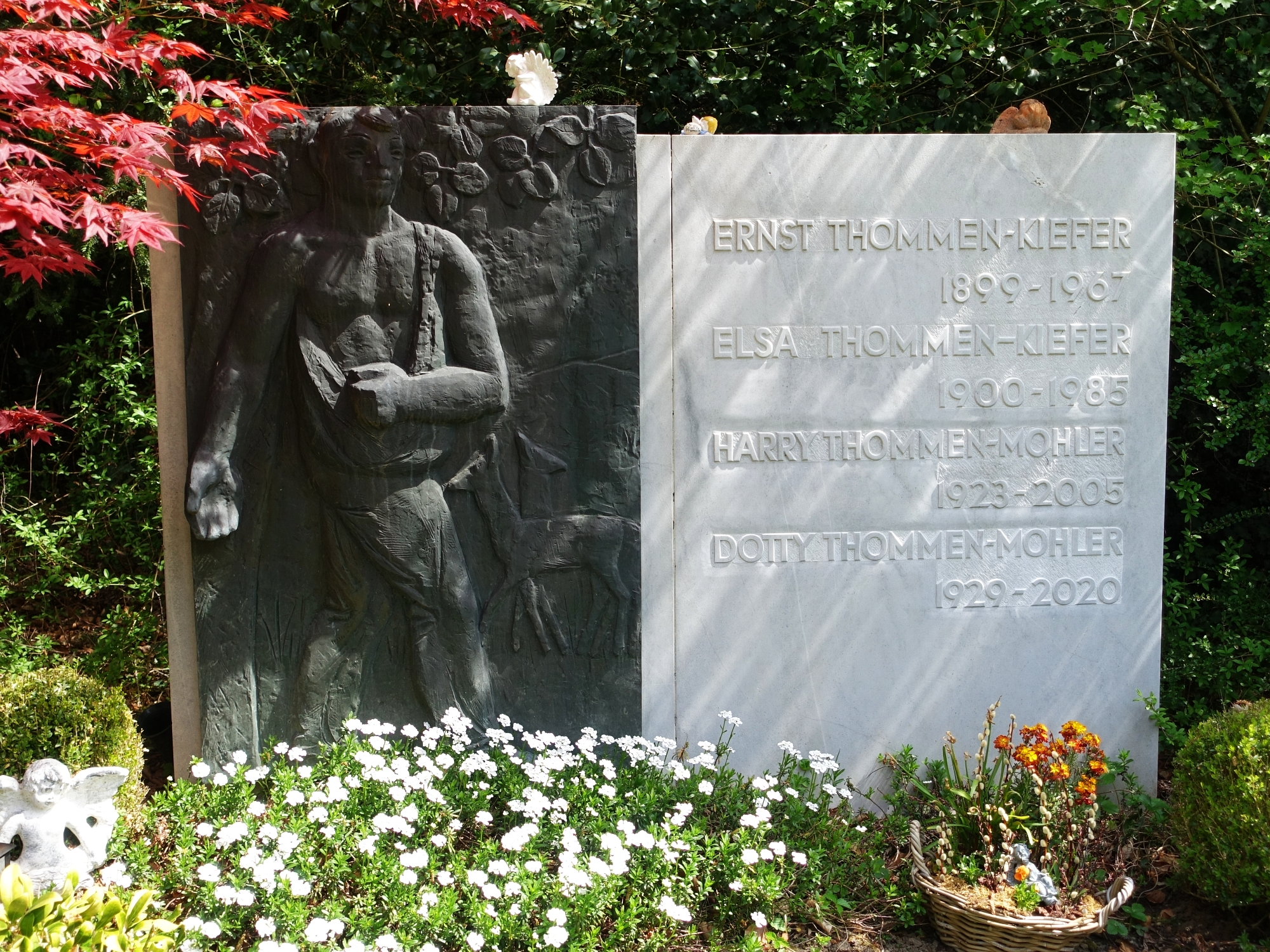
Familiengrab Friedhof am Hörnli

Ernst B. Thommen (* 23. Januar 1899 in Basel; † 14. Mai 1967 in Muttenz) war ein Schweizer Fussballfunktionär.

## Leben
Von 1920 bis 1924 war Thommen Spieler und Funktionär des FC Breite Basel, ab 1922 Präsident des Baselstädtischen Fussballverbandes. Von 1938 bis zu seinem Tod 1967 führte er die Schweizer Sport-Toto-Gesellschaft. 1947 wurde er zum Zentralpräsidenten des Schweizerischen Fussballverbandes gewählt und übte dieses Amt bis 1954 aus.
International war Thommen von 1950 bis 1962 Mitglied des FIFA-Exekutivkomitees und ab 1954 dessen Vizepräsident. Als solcher war er massgeblich an der Einführung des Intertoto-Cups und des Messestädte-Cups, des ersten modernen Europacups, beteiligt.
Thommen war Chef der Organisationskomitees der Fussballweltmeisterschaften 1954, 1958 und 1962. Vom 25. März bis 28. September 1961 war er zudem Interimspräsident der FIFA.
Seine letzte Ruhestätte fand Thommen auf dem Friedhof am Hörnli.